# Kawaguchi Ryosuke
Ryosuke Kawaguchi (sinh ngày 8 tháng 5 năm 1971) là một cầu thủ bóng đá người Nhật Bản.

## Sự nghiệp câu lạc bộ
Ryosuke Kawaguchi đã từng chơi cho Júbilo Iwata.